# Distretto di Djendel
Il distretto di Djendel è un distretto della provincia di 'Ayn Defla, in Algeria, con capoluogo Djendel.

## Comuni
Comuni del distretto sono:
- Djendel
- Barbouche